# Nedre Altsjön
Nedre Altsjön är en sjö i Rättviks kommun i Dalarna och ingår i Dalälvens huvudavrinningsområde. Sjön har en area på 0,175 kvadratkilometer och ligger 252,2 meter över havet. Sjön avvattnas av vattendraget Altbäcken.

## Delavrinningsområde
Nedre Altsjön ingår i det delavrinningsområde (679058-147921) som SMHI kallar för Mynnar i Skolhusdammen. Medelhöjden är 258 meter över havet och ytan är 4,1 kvadratkilometer. Det finns ett avrinningsområde uppströms, och räknas det in blir den ackumulerade arean 14,57 kvadratkilometer. Altbäcken som avvattnar avrinningsområdet har biflödesordning 3, vilket innebär att vattnet flödar genom totalt 3 vattendrag innan det når havet efter 314 kilometer. Avrinningsområdet består mestadels av skog (87 procent). Avrinningsområdet har 0,17 kvadratkilometer vattenytor vilket ger det en sjöprocent på 4,6 procent.